# Berméricourt
Berméricourt (prononcé [bɛʁmeʁikuʁ]) est une commune française, située dans le département de la Marne en région Grand Est.
Le nom des habitants est Berméricourtois.

## Géographie

### Localisation
Berméricourt appartient au Pays rémois qui mérite bien son nom de plaine avec ses amples horizons aux lignes fuyantes. La RD 30 et la voie ferrée REIMS - LAON structurent  le territoire.
Au lieu-dit le Bois du Seigneur (bataille du 19 avril 1917) l'altitude atteint 92 m et 85 m dans sa partie agglomérée. Le lieu-dit le Fond du Puits (plate forme betteraves sur la route d'Orainville) qui correspond à la limite interdépartementale avec l'Aisne et la Picardie est de 73 m.
La grande culture est peu favorable à la flore. Les abords de la voie ferrée sont plus accueillants pour la flore et la faune.

### Hydrographie
La commune est dans la région hydrographique « la Seine du confluent de l'Oise (inclus) à l'embouchure » au sein du bassin Seine-Normandie. Elle n'est drainée par aucun cours d'eau,.

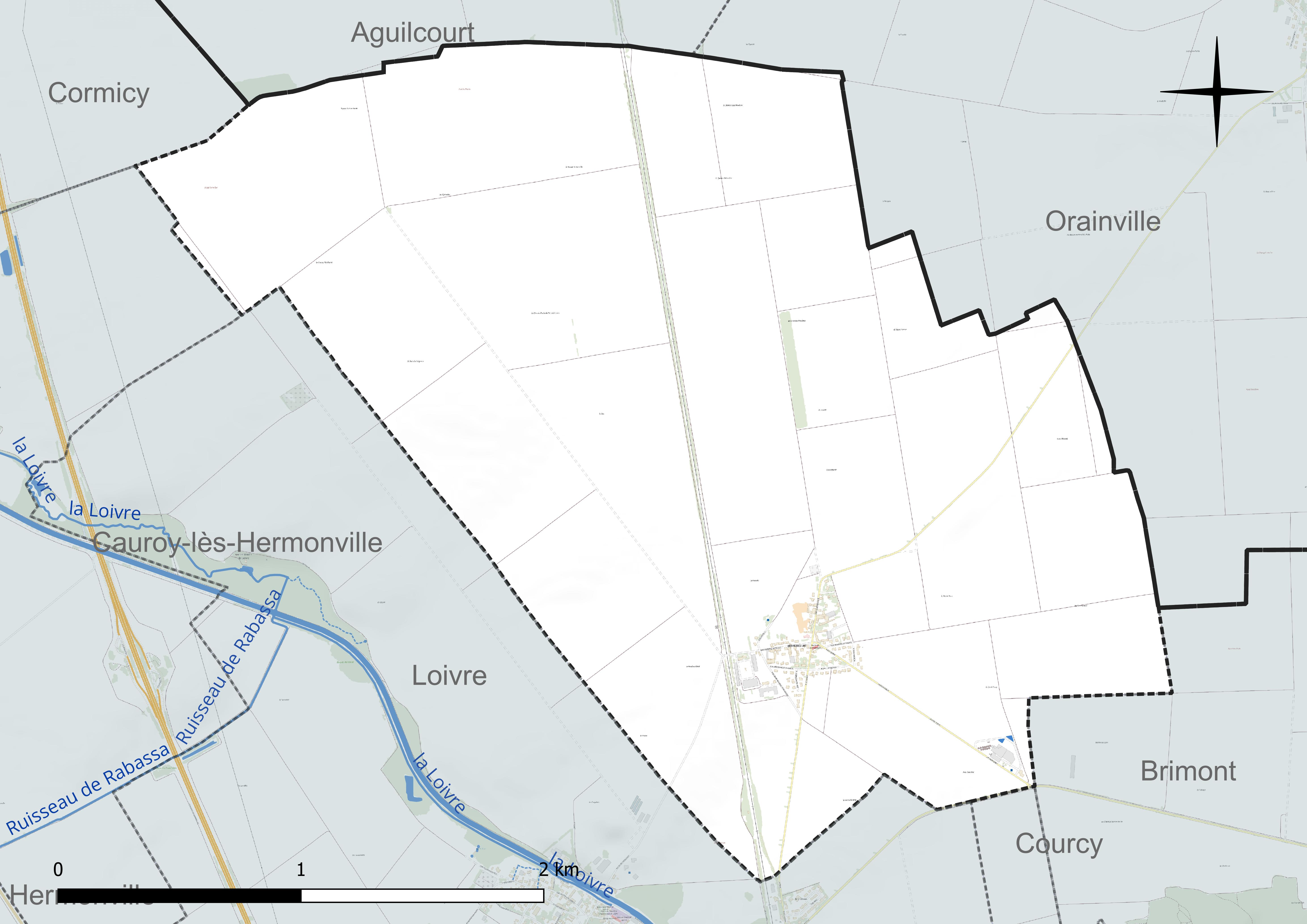
Réseau hydrographique de Berméricourt.

### Climat
Pour des articles plus généraux, voir Climat du Grand Est et Climat de la Marne.
En 2010, le climat de la commune est de type climat océanique dégradé des plaines du Centre et du Nord, selon une étude du Centre national de la recherche scientifique s'appuyant sur une série de données couvrant la période 1971-2000. En 2020, Météo-France publie une typologie des climats de la France métropolitaine dans laquelle la commune est exposée à un climat océanique altéré et est dans la région climatique  Nord-est du bassin Parisien, caractérisée par un ensoleillement médiocre, une pluviométrie moyenne régulièrement répartie au cours de l’année et un hiver froid (3 °C). 
Pour la période 1971-2000, la température annuelle moyenne est de 10,4 °C, avec une amplitude thermique annuelle de 15,4 °C. Le cumul annuel moyen de précipitations est de 680 mm, avec 11,2 jours de précipitations en janvier et 8,1 jours en juillet. Pour la période 1991-2020, la température moyenne annuelle observée sur la station météorologique de Météo-France la plus proche, « Chambrecy-Civc », sur la commune de Chambrecy à 23 km à vol d'oiseau, est de 10,7 °C et le cumul annuel moyen de précipitations est de 734,0 mm. 
La température maximale relevée sur cette station est de 40,3 °C, atteinte le 25 juillet 2019 ; la température minimale est de −22,1 °C, atteinte le 17 janvier 1985,,. 
Les paramètres climatiques de la commune ont été estimés pour le milieu du siècle (2041-2070) selon différents scénarios d'émission de gaz à effet de serre à partir des nouvelles projections climatiques de référence DRIAS-2020. Ils sont consultables sur un site dédié publié par Météo-France en novembre 2022.

## Urbanisme

### Typologie
Au 1er janvier 2024, Berméricourt est catégorisée commune rurale à habitat dispersé, selon la nouvelle grille communale de densité à sept niveaux définie par l'Insee en 2022.
Elle est située hors unité urbaine. Par ailleurs la commune fait partie de l'aire d'attraction de Reims, dont elle est une commune de la couronne,. Cette aire, qui regroupe 294 communes, est catégorisée dans les aires de 200 000 à moins de 700 000 habitants,.

### Occupation des sols
L'occupation des sols de la commune, telle qu'elle ressort de la base de données européenne d’occupation biophysique des sols Corine Land Cover (CLC), est marquée par l'importance des territoires agricoles (100 % en 2018), une proportion identique à celle de 1990 (100 %). La répartition détaillée en 2018 est la suivante : 
terres arables (96,7 %), zones agricoles hétérogènes (3,3 %). L'évolution de l’occupation des sols de la commune et de ses infrastructures peut être observée sur les différentes représentations cartographiques du territoire : la carte de Cassini (XVIIIe siècle), la carte d'état-major (1820-1866) et les cartes ou photos aériennes de l'IGN pour la période actuelle (1950 à aujourd'hui).

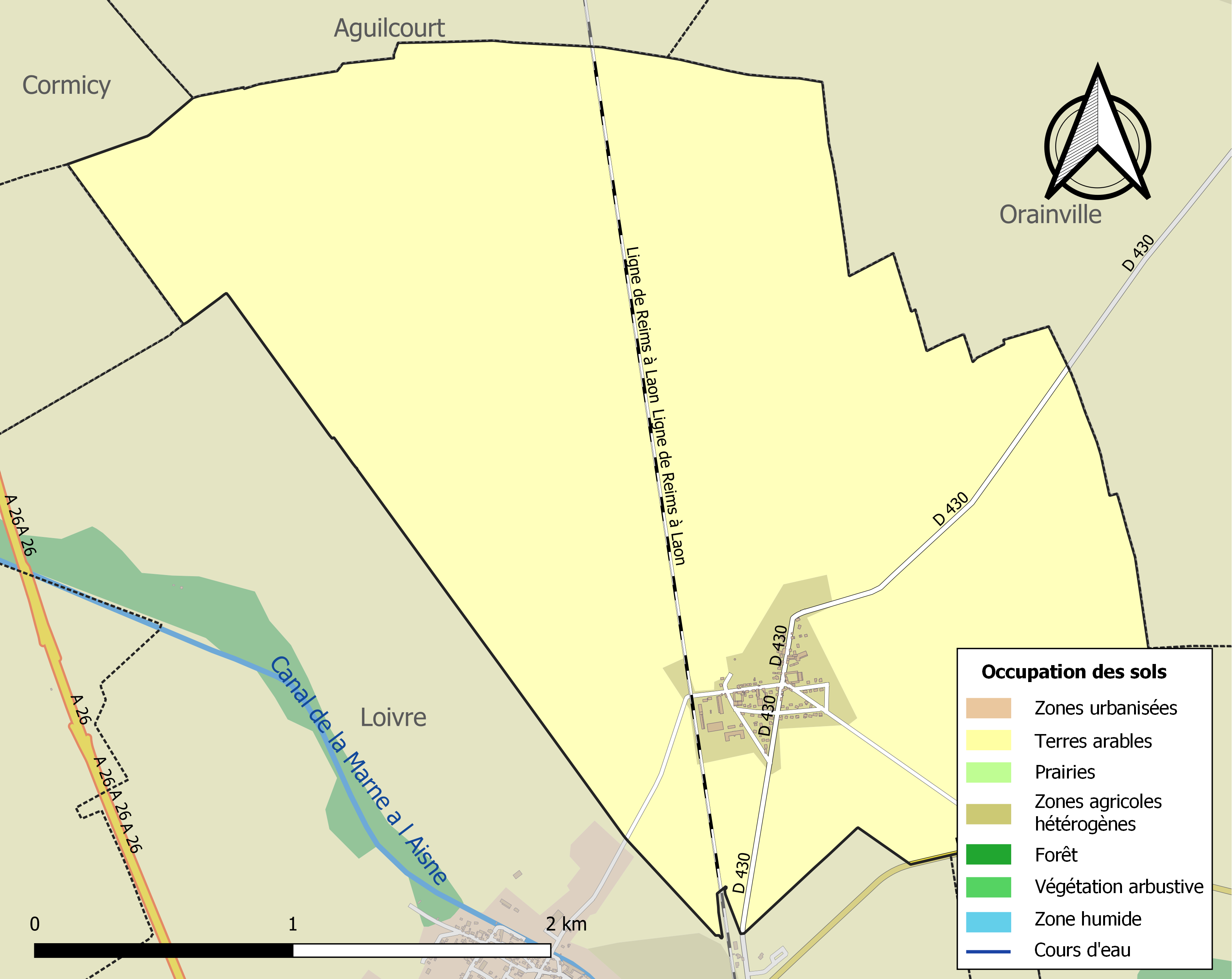
Carte des infrastructures et de l'occupation des sols de la commune en 2018 (CLC).

## Toponymie
Le nom de la localité est attesté sous les formes In pago Remensi, in villa Bromerei Curtis (854) ; Bermari Curtis (commencement du XIe siècle) ; Brimericurt (1125) ; Brumereicurtis (1126) ; Brumiricurtis (1178) ; Brumericurtis (1199) ; Brumencurtis (1204) ; Bremericort (1243) ; Bromericort, Brimericort, Brimericurtis, Bremericurtis (1249) ; Bremericourt (1253) ; Bremericourtis (1261).

## Histoire
Berméricourt est une localité fort ancienne, d'origine gallo-franque, assez peuplée au Moyen-Âge à en juger par les dimensions de son ancienne église, et qui subit une diminution notable au XVIIe siècle dans le nombre de ses habitants.
Ancienne paroisse du doyenné d'Hermonville, elle devient alors un secours de celle de Loivre. Elle eut constamment pour décimateurs le Chapitre de Reims et l'abbaye de Saint-Thierry. Le Commandeur du Temple de Reims est indiqué comme seul seigneur au XVIIIe siècle. Les biens possédés en ce lieu par les Templiers, puis par l'Ordre de Malte, sont énumérés assez nombreux dans le relevé des commanderies publié en 1872.
Pendant la Première Guerre mondiale, cette commune s'est trouvée côté allemand pendant longtemps et a été complètement rasée par les bombardements.

### Décorations françaises
Croix de guerre 1914-1918.

## Politique et administration

### Intercommunalité
Précédemment membre de la communauté de communes du Nord Champenois, la commune appartient depuis le 1er janvier 2017 à la communauté urbaine du Grand Reims.

### Liste des maires
| Période                                  | Période    | Identité                | Étiquette | Qualité                        |
| ---------------------------------------- | ---------- | ----------------------- | --------- | ------------------------------ |
| Les données manquantes sont à compléter. |            |                         |           |                                |
| avant 1874                               | 1875       | Hurtaut                 |           |                                |
| 1879                                     | 1892       | Eugène Chrétien         |           |                                |
| 1892                                     | 1908       | Cyprien Hurtaut         |           |                                |
|                                          |            | Nicolas Eugène Chrétien |           |                                |
|                                          | mai 1935   | Alfred Baudoin          |           |                                |
| mai 1935                                 | août 1941  | Henri Hurtaut           |           | décédé en cours de mandat      |
| août 1941                                | mars 1965  | Pol Barré               |           |                                |
| mars 1965                                | sept. 1997 | Paul Lemaire            |           | démission en cours de mandat   |
| sept. 1997                               | En cours   | Patrice Chrétien        |           | réélu pour le mandat 2020-2026 |

## Démographie
L'évolution du nombre d'habitants est connue à travers les recensements de la population effectués dans la commune depuis 1800. Pour les communes de moins de 10 000 habitants, une enquête de recensement portant sur toute la population est réalisée tous les cinq ans, les populations de référence des années intermédiaires étant quant à elles estimées par interpolation ou extrapolation. Pour la commune, le premier recensement exhaustif entrant dans le cadre du nouveau dispositif a été réalisé en 2004.

En 2022, la commune comptait 263 habitants, en évolution de +32,83 % par rapport à 2016 (Marne : −1,19 %, France hors Mayotte : +2,11 %).
| 1800 | 1806 | 1821 | 1831 | 1836 | 1841 | 1846 | 1851 | 1856 |
| ---- | ---- | ---- | ---- | ---- | ---- | ---- | ---- | ---- |
| 70   | 79   | 78   | 69   | 63   | 65   | 73   | 73   | 157  |

| 1861 | 1866 | 1872 | 1876 | 1881 | 1886 | 1891 | 1896 | 1901 |
| ---- | ---- | ---- | ---- | ---- | ---- | ---- | ---- | ---- |
| 106  | 100  | 80   | 85   | 96   | 120  | 99   | 86   | 82   |

| 1906 | 1911 | 1921 | 1926 | 1931 | 1936 | 1946 | 1954 | 1962 |
| ---- | ---- | ---- | ---- | ---- | ---- | ---- | ---- | ---- |
| 74   | 88   | 85   | 68   | 101  | 104  | 110  | 92   | 101  |

| 1968 | 1975 | 1982 | 1990 | 1999 | 2004 | 2006 | 2009 | 2014 |
| ---- | ---- | ---- | ---- | ---- | ---- | ---- | ---- | ---- |
| 113  | 130  | 113  | 115  | 122  | 109  | 122  | 145  | 189  |

| 2019 | 2022 | - | - | - | - | - | - | - |
| ---- | ---- | - | - | - | - | - | - | - |
| 221  | 263  | - | - | - | - | - | - | - |

La population de 1846 se décompose en une population agglomérée de 68 personnes auxquelles s'ajoutent 5 habitants de la "ferme Sainte Marie".
 La population de 1851 se décompose en une population agglomérée de 71 personnes auxquelles s'ajoutent 2 habitants de la "ferme Sainte Marie".

## Économie
Le plan cadastral de 1834 montre l'existence d'un moulin à vent à l'ouest de la commune.

## Culture locale et patrimoine

### Lieux et monuments

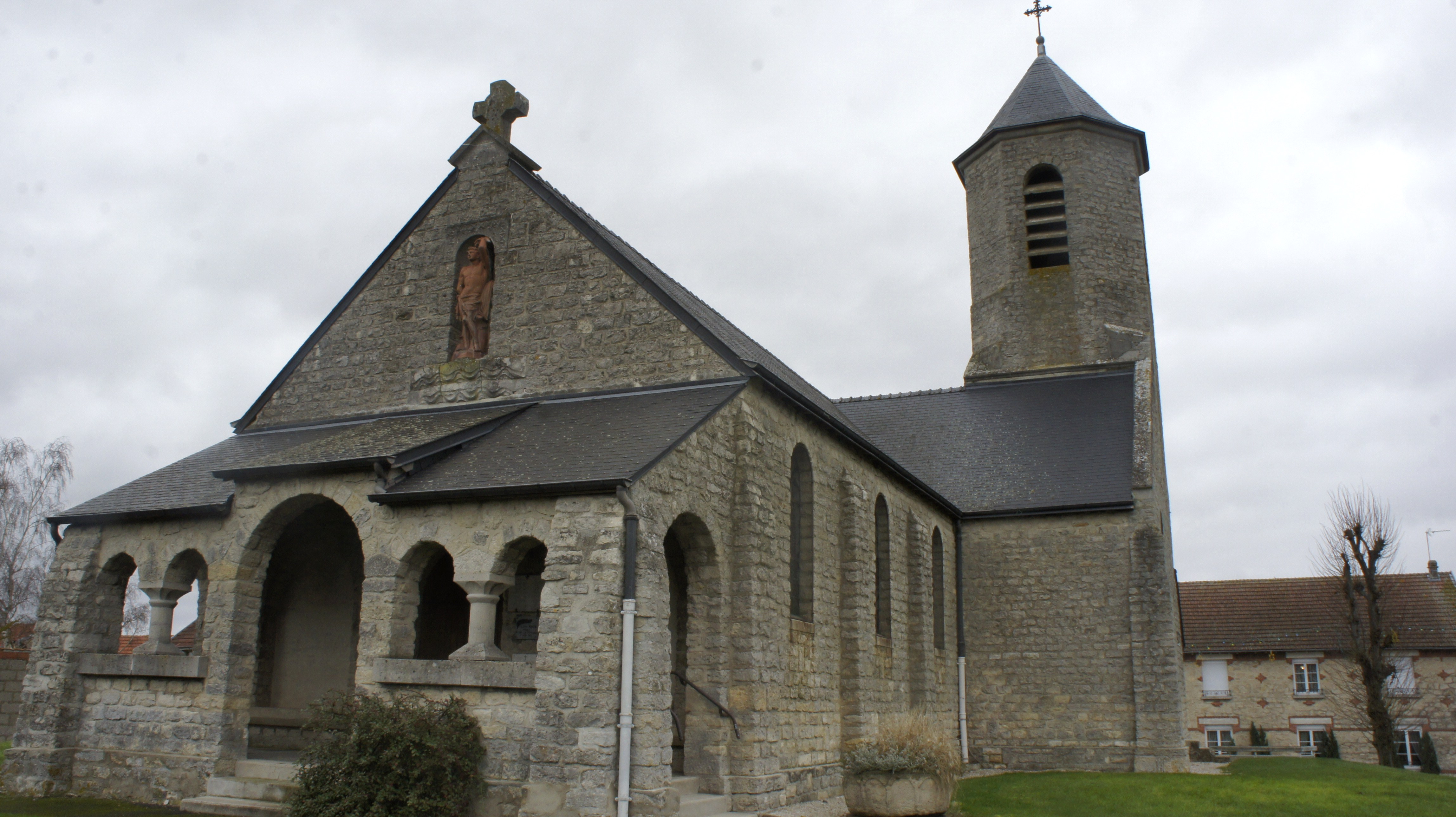
Église de Berméricourt.

L'église menaçait ruine en 1674 à tel point que l'évêque en a interdit l'usage pour la messe. Les habitants se battent pour conserver la paroisse avec l'appui de l'abbé de Saint-Thierry. En 1863, Alphonse Gosset qui est architecte à Reims réalise les plans de la nouvelle bâtisse. La nouvelle église prend place sur les bases de l'ancienne et reprend quelques vestiges de l'ancienne pour les incorporer dans la réalisation nouvelle comme des chapiteaux  romans, un autel en bois, une statue en bois du XVIIIe siècle de Sébastien.

## Personnalités liées à la commune
- Guy Féquant, écrivain.